# Heldburg
Heldburg est une ville allemande de l'arrondissement de Hildburghausen, à l'extrême sud de la Thuringe. Heldburg est situé dans le centre du Heldburger Land, est le siège administratif de la communauté administrative Heldburger Unterland et compte près de 3 500 habitants, dont environ 1 000 dans le quartier d'Heldburg.
Au-dessus de la ville se trouve la forteresse d'Heldburg avec le musée du château allemand, qui a ouvert ses portes en 2016.

## Géographie

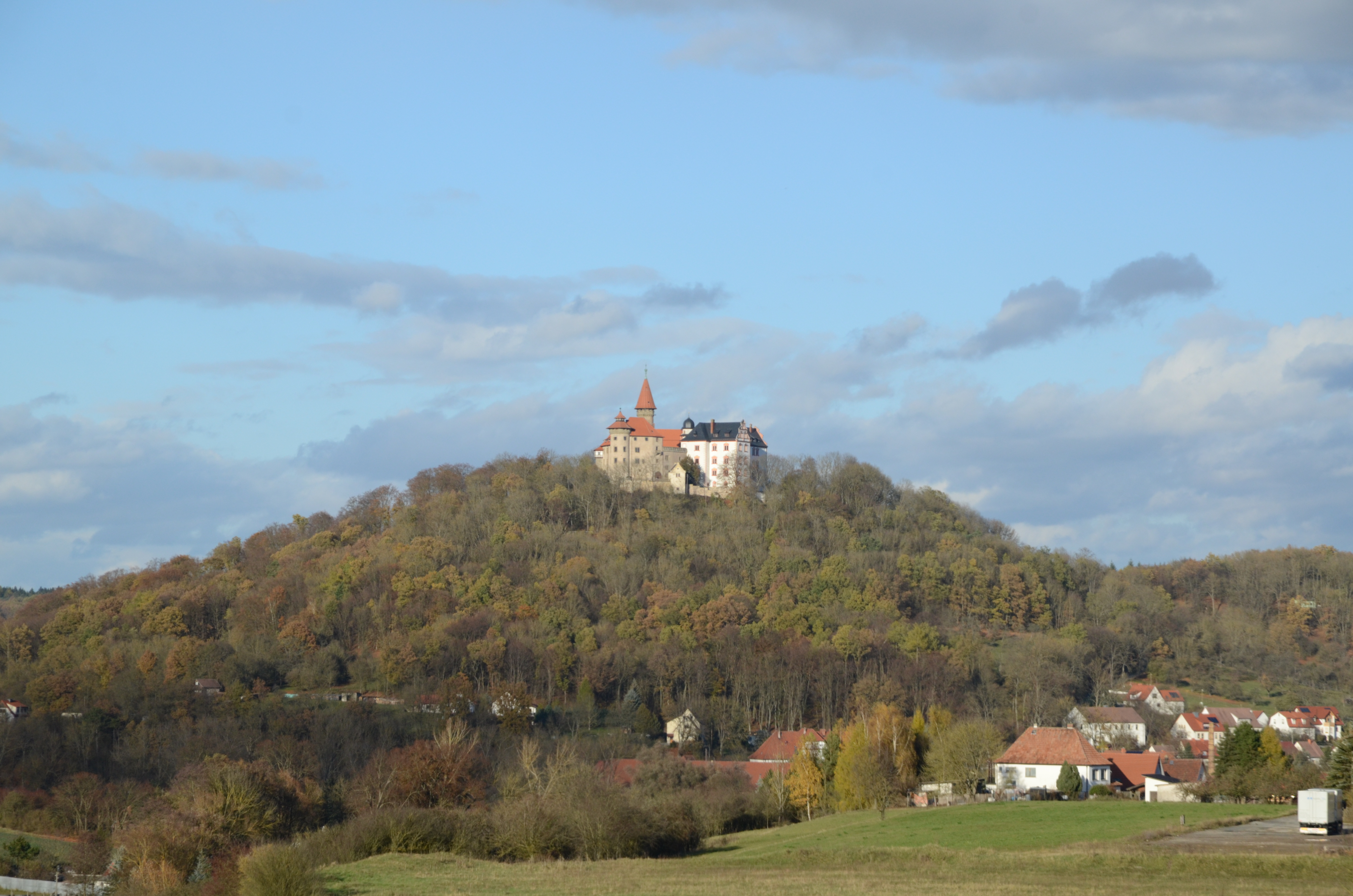
La forteresse d'Heldburg au-dessus de la ville

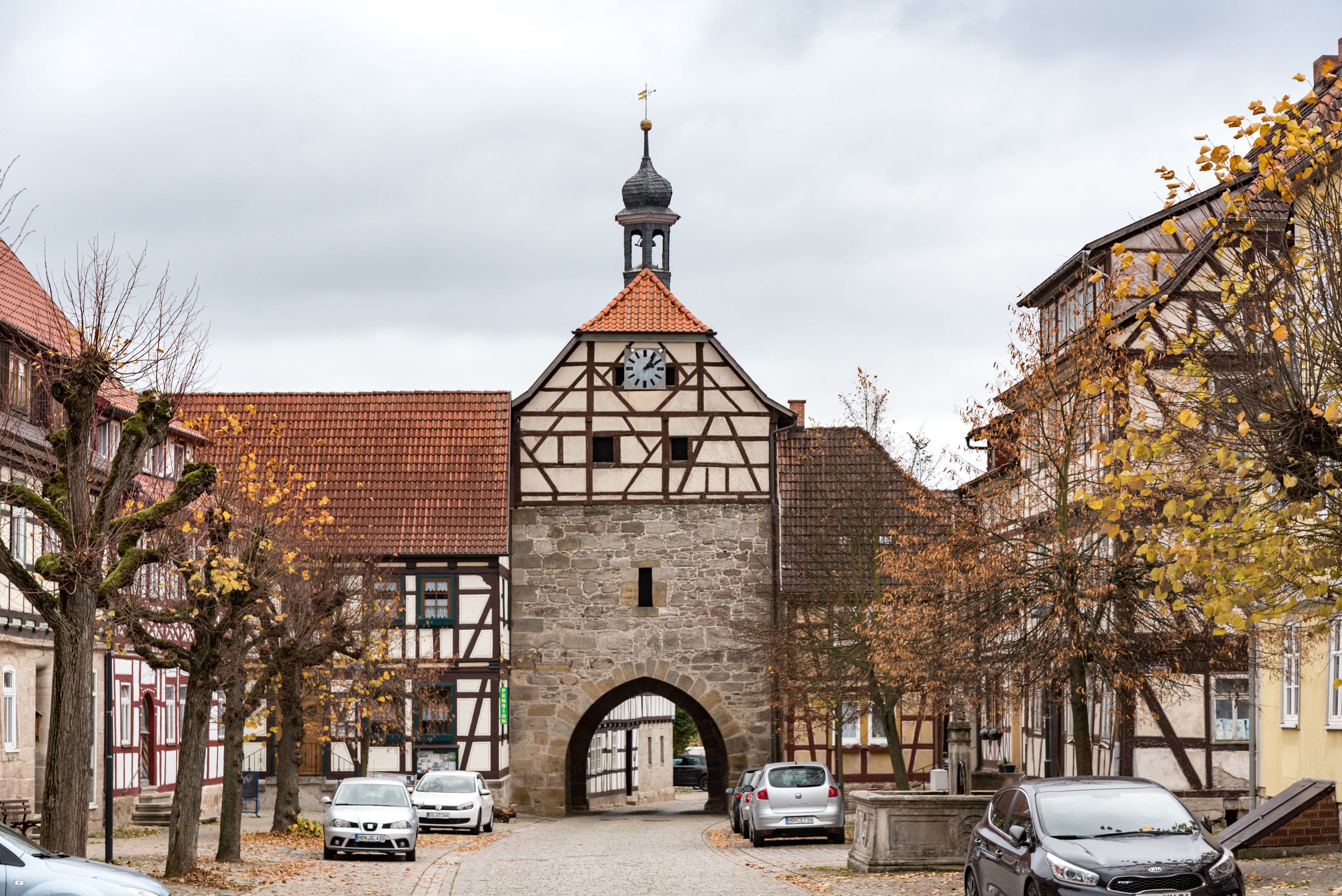
Marché de la chaussure avec la porte inférieure

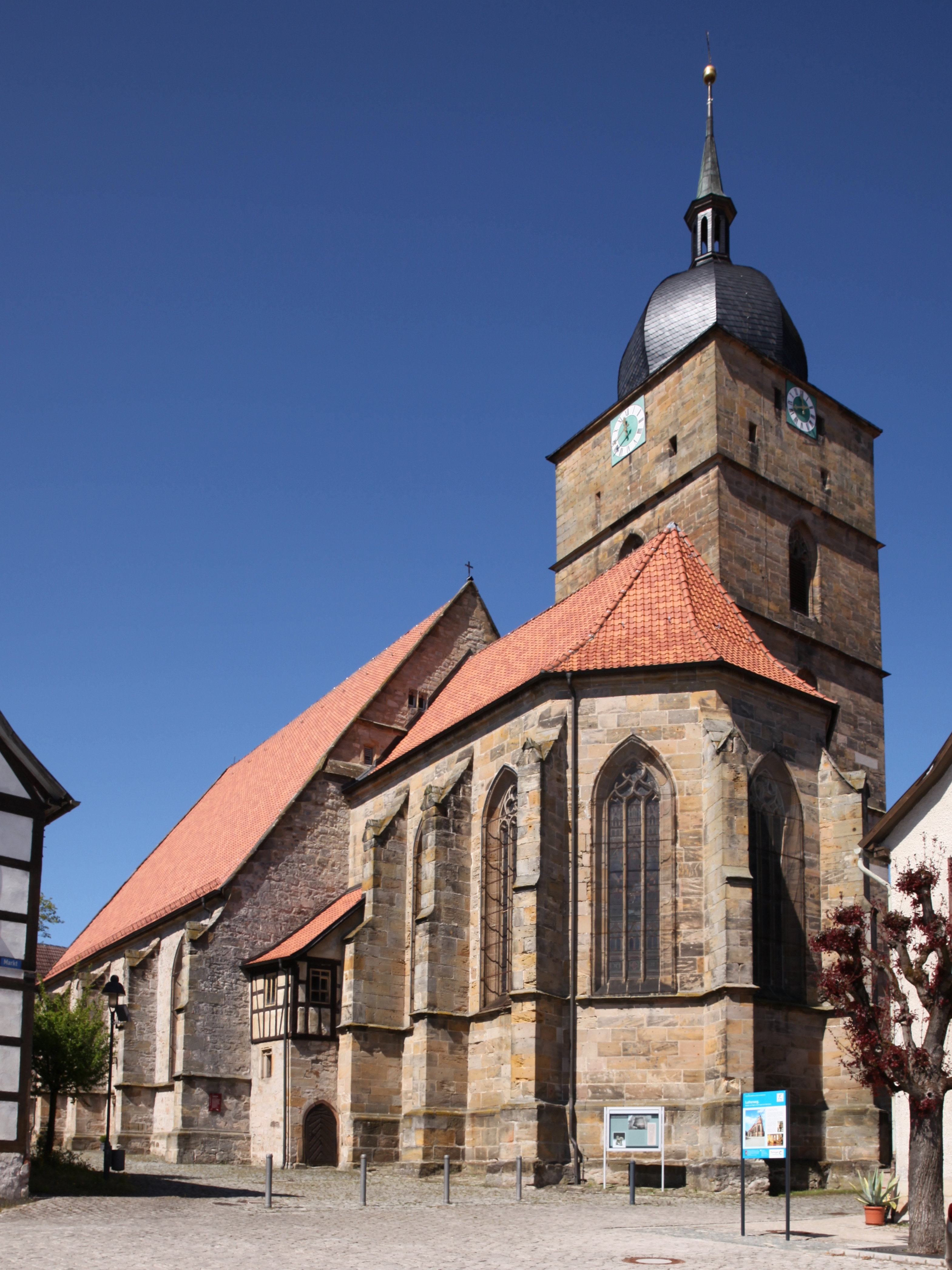
Église de la ville

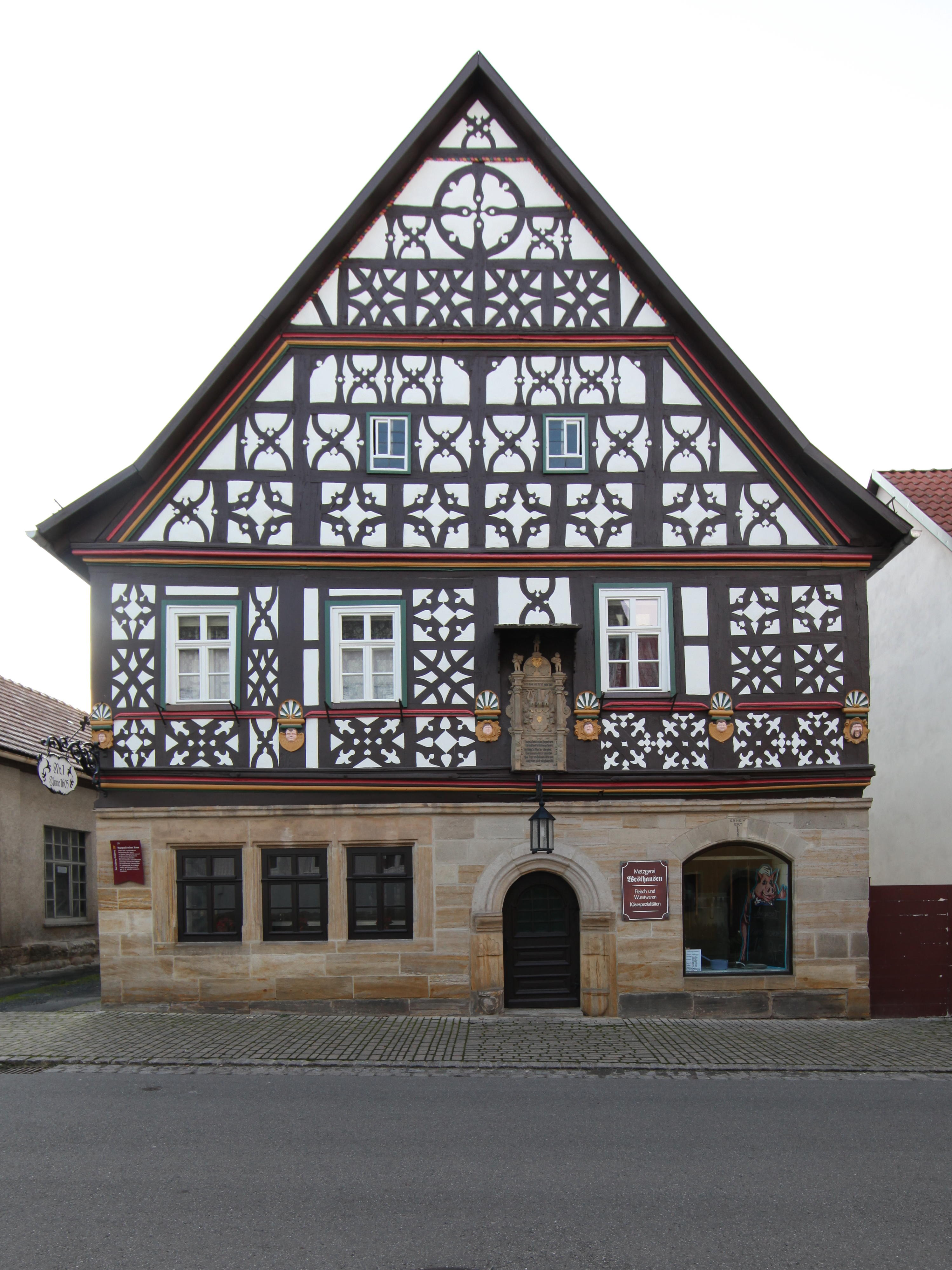
Maison de Happach

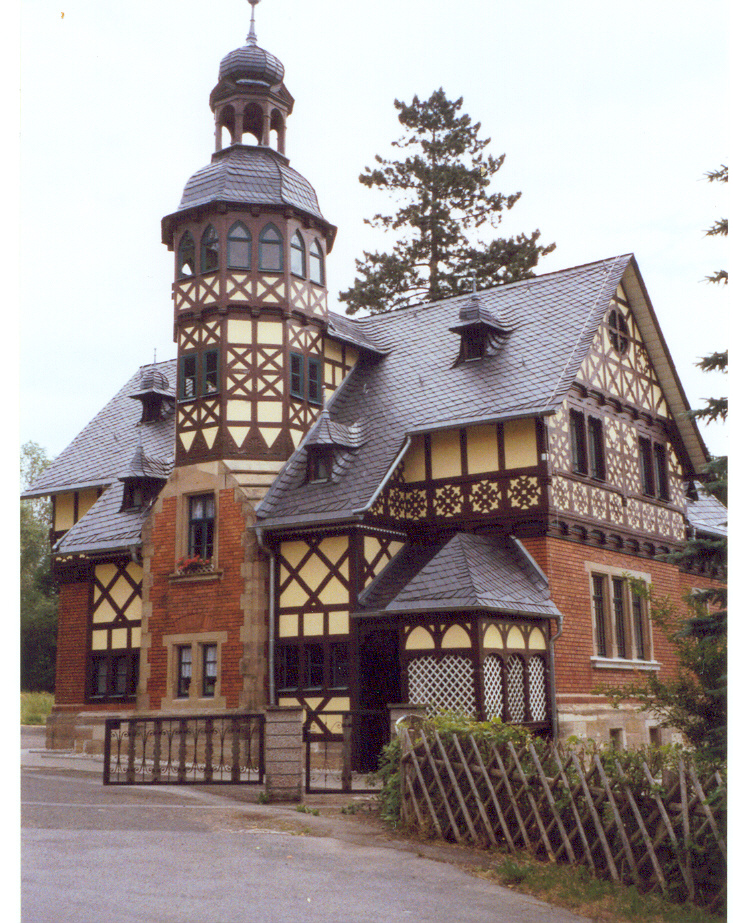
Forsthaus Heldburg

### Localisation géographique
Heldburg est situé sur la Kreck, un affluent de la Rodach, environ 20 km chacun de Hildburghausen (Thuringe) au nord, Cobourg (Haute-Franconie) à l'est et Bad Königshofen (Basse-Franconie) à l'ouest. Les centres régionaux les plus proches de Cobourg sont Bamberg, 45 km au sud et Schweinfurt 45 km au sud-ouest.
Il y a des prairies et des terres arables le long de la vallée de Kreck, tandis que de grandes zones forestières occupent le reste de la région d'Heldburg.

### Structure de la ville
La zone urbaine est divisée en les quartiers suivants :
- Albingshausen
- Bad Colberg
- Einöd
- Gellershausen
- Gompertshausen
- Heldburg
- Hellingen
- Holzhausen
- Käßlitz
- Lindenau
- Poppenhausen
- Rieth
- Völkershausen
- Volkmannshausen

### Communes voisines
Les communes voisines de la ville sont, en partant du nord et dans le sens des aiguilles d'une montre : Westhausen, Straufhain, Bad Rodach, Ummerstadt, Seßlach, Maroldsweisach, Schweickershausen, Sulzdorf an der Lederhecke, Trappstadt et Schlechtsart.

## Histoire
Heldburg est mentionné pour la première fois dans le document no 507 du Codex Eberhardi  publié le 17 octobre 837. Sigibald, l'exécuteur testamentaire du comte Asis, transfère des biens à Heldburg et ailleurs à l'abbaye de Fulda. La forteresse, mentionnée pour la première fois en 1317, est le siège des comtes de Henneberg, après quoi la région est tombée aux mains des burgraves de Nuremberg en 1353 et des Wettins en 1374. Heldburg reçoit les droits de la ville le 2 décembre 1394, le conseil est attesté en 1396 et tient les tribunaux inférieurs dans une mesure limitée. Au XVIe siècle, Heldburg est fortifiée. Au Moyen Âge, l'église Notre-Dame est sous la juridiction du chapitre de Cobourg de la principauté épiscopale de Wurtzbourg .
Les habitants exploitent principalement l'agriculture et l'artisanat. En 1833, il y a 1 185 habitants, à peu près à cette époque de nombreux résidents émigrent en Amérique du Nord. En 1922, Einöd est incorporé.
Après la division de l'Allemagne, Heldburg et Ummerstadt voisine sont les villes les plus méridionales de la RDA. Le Heldburger Land forme un coin qui est entouré sur trois côtés par le territoire de la République fédérale d'Allemagne. Cela conduit la zone à être complètement incluse dans la zone d'exclusion à la frontière intérieure allemande créée en 1952. L'isolement gêne considérablement les résidents, l'économie et le trafic et a conduit à la stagnation et à l'émigration de la population. D'autres pertes de population résultent de deux réinstallations forcées (campagne de 1952 à Vergeziefer et de 1961 à Kornblume) à partir de la zone d'accès restreint. La situation s'améliore avec la réunification. Aujourd'hui, c'est une région en plein essor, également grâce au soutien des régions voisines de Bavière.
Le 23 mars 1993, les six communes anciennement indépendantes de Bad Colberg, Gellershausen, Heldburg avec Einöd, Holzhausen, Lindenau et Völkershausen la commune unifiée Bad Colberg-Heldburg. Le 1er janvier 2019, les communes de Hellingen et Gompertshausen fusionnent avec la ville de Bad Colberg-Heldburg pour former la ville de Heldburg.

## Politique

### Conseil municipal
Aux élections locales du 26 mai 2019, avec un taux de participation de 71,0 % est élu le premier conseil municipal de la nouvelle ville avec le résultat suivant : 
| Liste     | %     | Places |
| --------- | ----- | ------ |
| CDU       | 47,7  | 9      |
| FW / UB 1 | 45,5  | 8      |
| BZH 2     | 3,6   | 1      |
| BCI 3     | 3.2   | 0      |
| total     | 100,0 | 18     |

### Maire
Lors de l'élection du maire le 26 mai 2019 Christopher Other (CDU) est élu avec un taux de participation de 70,8 % avec 91,1 % des votes valides élus comme premier maire de la nouvelle ville. Il est le seul candidat proposé. 

### Blason
Il montre une tour de pinacle en argent sur un bouclier héraldique rouge, sur lequel un lion d'or debout pose ses pattes. Les armoiries proviennent des anciens sceaux vérifiables de la ville. La ressemblance avec les armoiries de la ville de Meissen, un lion noir en relief y pose ses pattes sur une tour d'étain rouge, indique clairement l'origine Wettin des armoiries de Heldburg. Le soi-disant lion de Misnie se trouve dans de nombreuses armoiries des anciennes villes de Wettin. La tour d'étain indique la force défensive de la ville après avoir été fortifiée par un mur d'enceinte. La coloration des armoiries de Heldburg est modifiée à plusieurs reprises. Un blason en bois sculpté récupéré de 1833, il est suspendu dans la mairie, montre un lion d'or et une tour dorée.

## Attractions touristiques
Au nord-est de la ville se trouve la foretesse d'Heldburg, dans laquelle se trouve le musée du château allemand. Après des années de travaux de rénovation et de construction de la forteresse, le musée est inauguré le 8 septembre 2016 par le ministre-président de Thuringe. Le musée comprend 40 salles qui traitent de la signification et de la fonction des châteaux. En outre, leur développement structurel et leur vie dans les châteaux, à la fois en temps de paix et en temps de guerre, sont présentés.
La vieille ville avec ses bâtiments à colombages restaurés du début de la période moderne vaut également le détour. Il est entouré d'un mur d'enceinte du XVIe siècle. En plus des pans de muraille, cinq des quatorze anciennes tours ainsi que la porte inférieure comme l'une des quatre anciennes portes de la ville sont conservées. L'église protestante Notre-Dame est située sur le côté ouest de la place du marché date de 1502 à 1537. La chapelle du cimetière Saint-Léonard, mentionnée pour la première fois en 1497, sert également d'église catholique pendant de nombreuses années à partir de 1950.
La mairie est un bâtiment à colombages avec une tourelle et est situé sur le marché dans le centre-ville.
Près de l'allée de la forteresse d'Heldburg se trouve le chêne mort avec une hauteur de poitrine de 7,05 m (2014). 

## Économie et transport
Heldburg est toujours axé sur l'agriculture, il n'y a pas de grandes entreprises commerciales dans la région. La ville remplit des fonctions administratives et d'approvisionnement pour les environs. Il y a une gare sur la ligne Hildburghausen-Lindenau-Friedrichshall. L'inauguration de la section de Hildburghausen à Heldburg a lieu le 1er juillet 1888. Le 1er décembre, le reste est mis en service. En 1946, les rails doivent être démantelés dans le cadre des paiements de réparation à l'Union soviétique.
Les routes nationales relient Heldburg à Gleichamberg au nord-ouest, Hildburghausen au nord, Bad Rodach au nord-est, Coburg à l'est, Seßlach au sud-est et Maroldsweisach au sud-ouest. Les prochaines connexions au réseau ferroviaire et autoroutier se trouvent actuellement à Cobourg et Hildburghausen.

## Personnalités
- Johann von Eych (1404-1464) cardinal né à Eicha.
- Eucharius Hoffmann (1540-1588), compositeur, organiste, chef de chœur, documentaire musical à Stralsund, né à Heldburg
- Johann Gerhard (1582-1637), représentant important de l'orthodoxie luthérienne, père d'église, surintendant à Heldburg (1606-1615), surintendant général à Cobourg, poste d'enseignant au lycée Casimirianum de Cobourg, professeur à Iéna, auteur
- Paul Matthias Wehner (1583–1612), avocat, auteur, né à Heldburg
- Georg Achatz Heher (1601-1667), avocat, diplomate et chancelier, de 1648 à 1659 magistrat principal à Heldburg
- Johann Eichel von Rautenkron (1621-1688), ethnologue et avocat, né à Heldburg
- Georg Schubart (1650-1701), professeur à Iéna, a enseigné le droit, la philosophie, l'histoire universelle, la poésie et l'éloquence, né à Heldburg
- Johann Christian Thomae (1668-1724), recteur, auteur, né à Heldburg
- Johann Wilhelm Wagner (1681-1745), astronome, né à Heldburg
- Lorenz Adam Bartenstein (1711-1796), maître de cour[3] et recteur du Casimirianum de Cobourg
- August Friedemann Rühle von Lilienstern (1744-1828), avocat, publiciste, écrivain, né à Heldburg[4]
- Paulus Motz (1817-1904), poète dialectal, temporairement forestier à Heldburg
- Conrad Bonsack (1830–1899), enseignant, collectionneur archéologique (Steinsburg)
- Wilhelm Friedrich von Heim (1835-1912), ministre d'État du duché de Saxe-Meiningen, citoyen d'honneur de Heldburg
- Fritz Binde (1867-1921), écrivain, prédicateur et évangéliste, né à Heldburg
- Julius Klee (1899-1989), acteur, né à Heldburg
- Heinz Richard Blümlein (* 1927), pasteur évangélique luthérien, actif à Heldburg de 1962 à 1992
- Johannes W. Schneider (1928-2010), psychologue, éducateur Waldorf, anthroposophe, auteur, né à Heldburg
- Alfred Ehrhardt (1939–2008), peintre, lithographe, né à Heldburg
- Birgit Dahlenburg (1959–2017), chercheuse en art, conservatrice à l'Université de Greifswald, auteur, née à Heldburg